# Cranioleuca vulpina
Cranioleuca vulpina е вид птица от семейство Furnariidae.

## Разпространение
Видът е разпространен в Боливия, Бразилия, Колумбия, Гвиана, Панама, Парагвай и Венецуела.